# Nusco (companie)
Nusco este o companie care este controlată de familia italiană Nusco și are activități în Italia și în România.
În prezent (octombrie 2009) grupul are aproximativ 450 de angajați.
Printre diviziile companiei se numără: divizia imobiliară și producătorul de ferestre Pinum, divizia de imobiliare Pinum Doors&Windows și divizia Nusco Imobiliare.
Deține trei clădiri de birouri în București, achiziționate în ultimii ani, a căror suprafață totală este de circa 15.000 de birouri.
Grupul italian Nusco este prezent în România și cu trei proiecte imobiliare, două de spații de birouri și comerciale - Nusco Tower (zona Aurel Vlaicu) și Nusco Building (Gara Herăstrău) și unul de locuințe, Rezindential Luca Stroici.
Investiția totală în cele trei proiecte se ridică la 50 de milioane de euro.
Nusco Tower va avea o suprafață de circa 34.000 de metri pătrați construiți și un regim de înălțime de parter plus 19 etaje.